# Beogradska nadbiskupija
Beogradska nadbiskupija je teritorijalno najveća upravna jedinica Katoličke Crkve u Srbiji. Obuhvaća središnji dio Srbije. Ujedno je i metropolija kojoj su podložne biskupije Subotička i Zrenjaninska. Članica je Međunarodne biskupske konferencije sv. Ćirila i Metoda.
Sjedište Nadbiskupije je u glavnom gradu Srbije, Beogradu u kojemu se nalazi Katedrala Blažena Djevica Marije. Na čelu nadbiskupije danas je kardinal Ladislav Német.

## Povijest
Beogradska biskupija postojala je još od rimskog doba, kada je Beograd nosio naziv Singidunum. Nakon turskog osvajanja, u Beogradu su od 1521. godine dužnost biskupa obnašali apostolski administratori.
Početkom 16. stoljeća osniva se i Smederevska biskupija koja je kasnije sjedinjena s Beogradskom. Počev od 1739. postoje samo titularni biskupi i apostolski administratori i takvo stanje traje sve do 1924. godine. 
Godine 1851. papa Pio IX. postavio je đakovačkog biskupa Josipa Jurja Strossmayera za apostolskog vikara za Kneževinu, odnosno Kraljevinu Srbiju, u kojoj je živjelo 10.000 katolika. Međutim, došlo je do sukoba između Strossmayera i austrougarskih vlasti oko postavljanja svećenika i gradnje crkava. Godine 1883. Strossmayer je u Srbiju poslao oca Tondinija koji je djelovao u Kragujevcu, gdje je bilo 600 katolika zaposlenih u kragujevačkoj tvornici. Osim Tondinija, pastirsku dužnost obavljao je i Marbo. Sljedeće godine, dakle 1884., Tondini je blagoslovio kapelu u Nišu, a 1885. godine u istom gradu otvorio je i katoličku crkvu.
Osim pastoralnog djelovanja, Tondini je pripremao teren i za sklapanje konkordata između Srbije i Svete stolice. Međutim, tome se protivila Austro-Ugarska jer je htjela da Srbija i u crkvenom pogledu zavisi od nje. Na zahtjev Austro-Ugarske Tondini odlazi iz Srbije.
Početkom 20. stoljeća započinju pregovori između Kraljevine Srbije i Svete Stolice. Pred početak Prvoga svjetskog rata (1914.) sklopljen je konkordat i njime je uspostavljena Beogradska nadbiskupija. Pod jurisidciju Nadbiskupije potpadala je i sufraganska Skopska biskupija. Prvi beogradski nadbiskup, Ivan Rafael Rodić O.F.M., došao je u Beograd tek 1924. godine.
Papa Ivan Pavao II. osnovao je 1996. godine Beogradsku metropoliju, kojoj pripadaju i Subotička i Zrenjaninska biskupija. Godine 1997. formirana je Biskupska konferencija SR Jugoslavije, u kojoj je šest biskupa: zrenjaninski, subotički, barski, kotorski, prizrenski apostolski administrator i beogradski, koji je ujedno i predsjednik Biskupske konferencije. 
Biskupska konferencija u današnjem obliku osnovana je 2001. godine kao Međunarodna biskupska konferencija sv. Ćirila i Metodija i sačinjavaju je biskupije Srbije, 
Crne Gore i Sjeverne Makedonije.
Osim dijecezanskih svećenika, u Beogradskoj nadbiskupiji djeluju i redovnici sljedećih redovničkih zajednica: franjevci Provincije Bosne Srebrene, lazaristi Slovenske provincije, isusovci Hrvatske provincije i salezijanci Slovenske provincije. Tu su i redovnice: milosrdnice, usmiljenke, Isusove male sestre i zajednica sestara službenica Bezgriješne Djevice Marije.
Djeluju i dva laička pokreta: Pokret fokolara i Neokatekumenski put.

## Ordinariji Beogradske nadbiskupije
Dijecezanski nadbiskupi Beogradske nadbiskupije:
- msgr. Ivan Rafael Rodić, O.F.M. (1924. – 1936.)
- msgr. Josip Ujčić (1936. – 1964.)
- msgr. Gabrijel Bukatko (1964. – 1980.)
- msgr. Alojzije Turk (1980. – 1986.)
- msgr. Franc Perko (1986 – 2001.)
- msgr. Stanislav Hočevar (2001. – 2022.)
- kardinal Ladislav Német, S.V.D. (2022. – danas)

## Vanjske poveznice
- Službena stranica Beogradske nadbiskupije